# На линии огня (картина)
«На линии огня» («Атака») — картина русского художника Кузьмы Петрова-Водкина, написанная им в 1916 году. Находится в коллекции Государственного Русского музея в Санкт-Петербурге.

## Описание
Картина, написанная Петровым-Водкиным в 1916 году, исполнена маслом на холсте в размерах 196 x 275 см. На оборотной стороне полотна имеется надпись: «„На линии огня“. (Первая немецкая война)». Перед работой Петров-Водкин сделал несколько набросков и этюдов к картине.